# 横山裕行
横山 裕行（よこやま ひろゆき、1951年5月16日 - ）は、日本の自動車技術者。ダイハツ工業代表取締役副社長を経て、トヨタ東京自動車大学校理事長、トヨタ名古屋自動車大学校理事長、トヨタ神戸自動車大学校理事長。

## 人物・経歴
1974年名古屋工業大学金属工学科卒業、トヨタ自動車工業（のちのトヨタ自動車）入社。2000年品質保証部主査。同年トヨタモーターヨーロッパ マニュファクチャリング出向。2003年品質保証部部長。2005年お客様品質部部長。2008年から常務役員お客様品質部部長兼中央可鍛工業取締役を務め、トヨタ・プリウスやトヨタ・SAI などのリコール対応などにあたった。2011年常務役員、品質保証本部本部長。2012年専務役員カスタマーファースト推進本部本部長。2015年ダイハツ工業取締役副社長代表取締役コーポレートユニット長・コーポレート企画センター長・ブランドユニット長。2019年学校法人トヨタ東京整備学園理事長、学校法人トヨタ名古屋整備学園理事長、学校法人トヨタ神戸整備学園理事長、ダイハツ工業エグゼクティブ・アドバイザー、トヨタ紡織監査役。2025年、3校を統合したトヨタ整備学園理事長に留任。